# Anthony Doerr

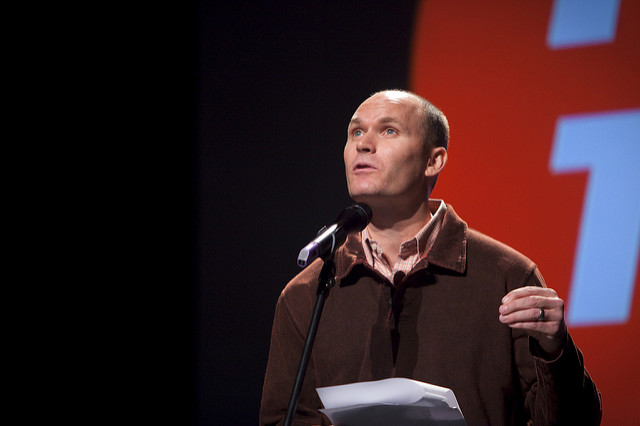
Anthony Doerr, 2009

Anthony Doerr (* 27. Oktober 1973 in Cleveland, Ohio) ist ein amerikanischer Schriftsteller.

## Leben und Werk
Doerr wuchs in Cleveland auf und machte 1995 seinen Abschluss in Geschichte am Bowdoin College in Brunswick. Er erhielt einen M.F.A.-Titel von der Bowling Green State University.
Anthony Doerr hat bisher zwei Erzählbände, einen autobiografischen Bericht sowie zwei Romane veröffentlicht. Sein Roman Alles Licht, das wir nicht sehen (engl. All the Light We Cannot See) war 2014 unter den Finalisten für den National Book Award und stand auf Platz eins der New York Times Bestsellerliste. Bereits vor diesem Buch wurde Anthony Doerr mit dem Barnes & Noble Discover Prize, dem Rome Prize, sowie 2003 dem Young Lions Fiction Award der New York Public Library und 2010 dem The Story Prize ausgezeichnet.
Der 2014 erschienene Roman Alles Licht, das wir nicht sehen verbindet die Geschichte der blinden Marie-Laure aus Frankreich mit dem der Waisen Werner und Jutta Hausner aus Deutschland vor und während der deutschen Besetzung Frankreichs im Zweiten Weltkrieg. Der Roman erhielt 2015 den Pulitzer-Preis für Belletristik. Die dreiköpfige Jury bezeichnete das Buch als einfallsreich und vielschichtig. Sie charakterisierte das Buch als in kurzen, eleganten Kapiteln geschrieben. Carmen Callil schrieb im Guardian über die englische Originalfassung des Buches, dass eine große Anzahl von amerikanischen Ausdrücken sowie Doerrs kurze Sätze die ersten hundert Seiten des Buchs schwer zu lesen machten. Sie lobt jedoch, wie Doerr es versteht, diese Überlast im Verlauf des Buches abzustreifen. Sie lobt den Detailreichtum des Buches, dessen Hintergrund sorgfältig recherchiert ist. Doerr wird von ihr als großartiger Geschichtenerzähler gelobt, der es schaffe, die Schwächen des Buchs auszugleichen und den Leser in seinen Bann zu ziehen, so dass man das Buch nicht weglegen möchte, bevor man es zu Ende gelesen hat. Der Roman wurde als Dramaserie Alles Licht, das wir nicht sehen im Jahr 2022 für den Streamingdienst Netflix verfilmt und am 2. November 2023 veröffentlicht. 
Anthony Doerr lebt mit seiner Frau und zwei Söhnen in Boise, Idaho.

## Werke
- Der Muschelsammler. Erzählungen  (Originaltitel: The Shell Collector, 2002, übersetzt von Barbara Rojahn-Deyk). Beck, München 2007, ISBN 978-3-406-55615-9.
- Winklers Traum vom Wasser. Roman (Originaltitel: About Grace, 2004, übersetzt von Judith Schwaab). Beck, München 2005, ISBN 978-3-406-53547-5.
- Four Seasons in Rome: On Twins, Insomnia and the Biggest Funeral in the History of the World.Memoirs, 2007.
- Memory Wall. Novelle. (Originaltitel: Memory Wall. Short story collection, 2010, übersetzt von Werner Löcher-Lawrence). Beck, München 2016, ISBN 978-3-442-71554-1.
- Alles Licht, das wir nicht sehen (Originaltitel: All the Light We Cannot See, 2014, übersetzt von Werner Löcher-Lawrence). Beck, München 2014, ISBN 978-3-406-66751-0; 2015, ISBN 978-3-406-68063-2.
- Wolkenkuckucksland (Originaltitel: Cloud Cuckoo Land. Scribner, New York 2021, übersetzt von Werner Löcher-Lawrence). Beck, München 2021, ISBN 978-3-406-77431-7.

## Auszeichnungen
- 2015: Andrew Carnegie Medal for Excellence in Fiction and Nonfiction für All the Light We Cannot See
- 2015: Pulitzer-Preis/Belletristik für All the Light We Cannot See
- 2015: Dayton Literary Peace Prize (Fiction Runner-up) für All the Light We Cannot See